# 大日本帝国陆军方面军列表
大日本帝国陸軍的军事单位之一。中日战争开战之前有朝鮮軍、台湾軍、関東軍、支那駐屯軍等4軍存在，并没有设立称之为方面軍的单位。随着1937年（昭和12年）7月7日盧溝橋事件的爆发，8月31日支那驻屯軍改组为第1軍，在華北西部的作战地域也组建并部署了第2軍，与其他部隊统和编组而成的北支那方面軍是大日本帝国陸軍最初的方面軍。
之后于同年11月7日设立中支那方面軍，1940年（昭和15年）2月9日设立南支那方面軍，太平洋战争开战以前撤编，太平洋战争开战时称为方面軍的仅有北支那方面軍。
但是，随着战事的激烈化，而增设方面軍，终战时已组建有17支。此外，更进一步在方面軍之上，设立總軍作为陸軍部隊的最大单位。
軍隊符号以HA为记，标记为1HA（第1方面軍）、2HA（第2方面軍）等与軍相区別。司令官由陸軍大将或中将親補。

### 方面军列表
- 北支那方面军 - 中支那方面军 - 中支那派遣军 - 南支那方面军
- 缅甸方面军
- 第1方面軍
- 第2方面軍
- 第3方面軍
- 第5方面軍
- 第6方面軍
- 第7方面軍
- 第8方面軍
- 第10方面軍
- 第11方面軍
- 第12方面軍
- 第13方面軍
- 第14方面軍
- 第15方面軍
- 第16方面軍
- 第17方面軍
- 第18方面軍